# بيتر كارتر (مؤلف)
بيتر كارتر (بالإنجليزية: Peter Carter)‏ (13 أغسطس 1929، مانشستر في المملكة المتحدة - 21 يوليو 1999)؛ كاتِب مُتخصِّص في أدب الأطفال وروائي بريطاني.